# صعبان
صعبان هي قرية في محافظة بارق في منطقة عسير بالمملكة العربية السعودية.

## أصل التسمية
صعبان- مثنى صعب، بفتح الصاد المهملة وإسكان العين المهملة وبعدها باء موحدة فألف فنون - وصعبان عندهم اسم يطلق على الأرض الصلبة المكسوة بحجارة خشنة يصعب السير فيها

## الموقع والسكان
قرية من قرى آل صعبان، وإليها ينسب عدد من أفخاذ آل جبلي. تقع في جنوبي الحدبة، شمال أبو الرخم، شرق الفرع وتجاورها. ويقطنها نحو ثلاثمائة نسمة تقريباً.
جاء عنها في معجم الجزيرة العربية (1970)م: «صعبان: 18°51'59 ,41°55'44. قرية في إمارة بارق الفرعية التابعة لإمارة منطقة أبها. تقع على ارتفاع 421 متراً فوق مستوى سطح البحر، ويقطنها من 250 إلى 500 نسمة. وترتبط مع الطريق الرئيسي بدرب متموج، طوله 4,8 كم.
تقع على ارتفاع 470 متراً ويبلغ عدد سكانها 2000 نسمة.
يقطن قرية صعبان إحدى قبائل بارق وهي آل صعبان ويشغل منصب مشيخة آل صعبان الشيخ أحمد بن محمد آل غشام البارقي

## خدمات
القرية متصلة بالطريق الرئيسي رقم 211 بطريق ثانوي رقم 2481 طوله 4 كيلومترات. وللقرية مركز صحي

## المناخ
مناخ قرية صعبان لا يختلف عن مناخ محافظة بارق بصفةٍ عامَّة فهو حار صيفاً معتدل شتاءً. أما مرتفعات بارق فالمناخ فيها معتدل طول العام وشديد البرودة في فصل الشتاء. ومتوسط الحرارة في المدينة يتراوح بين °30 مئوية، والصغرى °18. تعتبر بارق أغنى مدن المملكة بالأمطار، إذ أن معدلاتها السنوية تترواح بين 600 – 700 ملم في السنة، وهي في الصدارة على مستوى المملكة السعودية. وتمتاز بأنها تسقط في جميع فصول السنة، ولو أن أكثرها يسقط في فصلي الربيع والشتاء وأقلها في الصيف.
| البيانات المناخية لـبارق          | البيانات المناخية لـبارق | البيانات المناخية لـبارق | البيانات المناخية لـبارق | البيانات المناخية لـبارق | البيانات المناخية لـبارق | البيانات المناخية لـبارق | البيانات المناخية لـبارق | البيانات المناخية لـبارق | البيانات المناخية لـبارق | البيانات المناخية لـبارق | البيانات المناخية لـبارق | البيانات المناخية لـبارق | البيانات المناخية لـبارق |
| الشهر                             | يناير                    | فبراير                   | مارس                     | أبريل                    | مايو                     | يونيو                    | يوليو                    | أغسطس                    | سبتمبر                   | أكتوبر                   | نوفمبر                   | ديسمبر                   | المعدل السنوي            |
| --------------------------------- | ------------------------ | ------------------------ | ------------------------ | ------------------------ | ------------------------ | ------------------------ | ------------------------ | ------------------------ | ------------------------ | ------------------------ | ------------------------ | ------------------------ | ------------------------ |
| متوسط درجة الحرارة الكبرى °م (°ف) | 28.0 (82.4)              | 27.2 (81.0)              | 28.9 (84.0)              | 29 (84)                  | 29.5 (85.1)              | 30 (86)                  | 30.5 (86.9)              | 30 (86)                  | 30.7 (87.3)              | 29.8 (85.6)              | 29.5 (85.1)              | 29 (84)                  | 29.3 (84.8)              |
| متوسط درجة الحرارة الصغرى °م (°ف) | 17.7 (63.9)              | 17 (63)                  | 17.9 (64.2)              | 18.2 (64.8)              | 18.4 (65.1)              | 18.8 (65.8)              | 18.9 (66.0)              | 19.4 (66.9)              | 19.2 (66.6)              | 18.6 (65.5)              | 18.8 (65.8)              | 18.3 (64.9)              | 18.4 (65.2)              |
| الهطول مم (إنش)                   | 11.8 (0.46)              | 14.6 (0.57)              | 18.1 (0.71)              | 20.0 (0.79)              | 14.4 (0.57)              | 49.9 (1.96)              | 157.2 (6.19)             | 167.8 (6.61)             | 92.6 (3.65)              | 24.7 (0.97)              | 10.0 (0.39)              | 12.1 (0.48)              | 593.2 (23.35)            |
| [بحاجة لمصدر]                     |                          |                          |                          |                          |                          |                          |                          |                          |                          |                          |                          |                          |                          |

## روابط خارجية
- صعبان – صحيفة بارق الإخبارية